# Ammoniumhexafluorosilicat
Ammoniumhexafluorosilicat ist eine anorganische chemische Verbindung aus der Gruppe der Hexafluorosilicate.

## Vorkommen
Ammoniumhexafluorosilicat kommt natürlich in Form der Minerale Bararit und Kryptohalit vor.

## Gewinnung und Darstellung
Ammoniumhexafluorosilicat kann durch Reaktion von Hexafluorokieselsäure mit Ammoniak gewonnen werden.
{\displaystyle \mathrm {2\ NH_{3}+H_{2}[SiF_{6}]\longrightarrow (NH_{4})_{2}[SiF_{6}]} }

## Eigenschaften
Ammoniumhexafluorosilicat ist ein kristalliner, farbloser bis weißer Feststoff, der leicht löslich in Wasser ist. Er zersetzt sich bei Erhitzung über 145 °C, wobei Fluorwasserstoff und Siliciumtetrafluorid entstehen. Seine wässrige Lösung reagiert sauer. Die Verbindung kommt in drei Modifikationen vor. Eine Form mit kubischer Kristallstruktur (Cryptohalit-Form) mit der Raumgruppe Fm3m (Raumgruppen-Nr. 225), eine Form mit trigonaler Kristallstruktur (Bararit-Form) mit der Raumgruppe P3m1 (Raumgruppen-Nr. 164) und eine Form mit hexagonaler Kristallstruktur mit der Raumgruppe P63mc (Raumgruppen-Nr. 186). Die Cryptohalit Form wandelt sich unter Druck irreversibel in die Bararit-Form um.

## Verwendung
Ammoniumhexafluorosilicat wird als Desinfektionsmittel und analytisches Reagens verwendet. Es findet auch Anwendung beim Ätzen von Glas, Metallguss und Galvanisierung und wird als Holzschutzmittel und Schmutzschutzmittel in Textilien eingesetzt. Es dient auch als Lötflussmittel und wird auch zur Kariesbehandlung ohne Verfärbung von demineralisiertem Zahnschmelz eingesetzt.